# Schizoloma billardierei
Schizoloma billardierei là một loài dương xỉ trong họ Lindsaeaceae. Loài này được Gaudich. mô tả khoa học đầu tiên năm 1824.
Danh pháp khoa học của loài này chưa được làm sáng tỏ. 